# Ypsolopha oliviella
Ypsolopha oliviella là một loài bướm đêm thuộc họ Ypsolophidae. Loài này có ở Hoa Kỳ, bao gồm Arizona.
Sải cánh dài khoảng 21.5 mm.